# Archoleptonetidae
Archoleptonetidae zijn een familie van spinnen. De familie telt 2 beschreven geslachten.

## Geslachten
- Archoleptoneta Gertsch, 1974
- Darkoneta Ledford & Griswold, 2010